# Bixby (assistent virtual)
Bixby és un assistent virtual desenvolupat per Samsung Electronics.
El 20 de març de 2017, Samsung va anunciar l'assistent digital de veu anomenat "Bixby". Es va presentar juntament amb el Samsung Galaxy S8 i S8+ durant l'esdeveniment del Samsung Galaxy Unpacked 2017, que es va celebrar el 29 de març de 2017. Samsung va presentar oficialment Bixby una setmana abans del llançament, però només va fer la seva primera aparició durant l'esdeveniment. També es pot utilitzar en dispositius Galaxy antics que executin Android Nougat.
Bixby representa un reiniciament important per a S Voice, l'aplicació d'assistent de veu de Samsung presentada el 2012 amb el Galaxy S III.
Al maig de 2017, Samsung va anunciar que Bixby arribaria a la seva línia de refrigeradors Family Hub 2.0, convertint-se en el primer producte no mòbil a incloure l'assistent virtual.
A l'octubre de 2017, Samsung va anunciar el llançament de Bixby 2.0 durant la seva conferència anual de desenvolupadors a San Francisco. La nova versió s'implementarà en tota la línia de productes connectats de la companyia, inclosos telèfons intel·ligents, televisors i refrigeradors. A més, els tercers podran desenvolupar aplicacions per Bixby utilitzant el Samsung Developer Kit.
Al novembre de 2018, durant la Samsung Developers Conference, Samsung va confirmar que Bixby estarà disponible molt aviat en castellà, a més de l'alemany, francès, italià i anglès britànic.

## Característiques
Conté tres parts, conegudes com a Bixby Voice, Bixby Vision i Bixby Home.

## Idioma i disponibilitat del país
Samsung va informar que Bixby no estaria operatiu en la versió nord-americana del Samsung Galaxy S8 i S8+ quan els dispositius es van enviar per primera vegada als consumidors el 21 d'abril de 2017. Samsung va afirmar que les característiques clau de Bixby, incloent Vision, Home i Reminder, estarien disponibles amb el llançament global dels telèfons intel·ligents. Bixby Voice estava destinat a estar disponible en els Estats Units d'Amèrica en el Galaxy S8 i S8+ més tard aquesta primavera. No obstant això, el llançament de la versió en anglès es va posposar a causa que Samsung va tenir problemes per aconseguir que Bixby entengués completament l'idioma.
Des de l'abril de 2018, Bixby està disponible en més de 200 països, però solament en coreà, anglès i xinès (mandarí). La versió xinesa de Bixby només està disponible en dispositius venuts oficialment a la Xina continental. Bixby Korean es va llançar l'1 de maig de 2017 (KST)